# Aline Lahoud
Pour les articles homonymes, voir Lahoud.
Aline Lahoud (arabe : الين لحود), née le 2 mars 1981 ou 1986 à Beyrouth, est une chanteuse et actrice libanaise, fille de la chanteuse Salwa Al Katrib et du producteur Nahi Lahoud.
Elle a à son actif 6 albums et plus de 50 chansons. Elle parle et chante en huit langues
Lauréate du prix de la Fidof en 2004, elle est sélectionnée pour représenter le Liban au Concours Eurovision de la chanson 2005 à Kiev, où le pays devait effectuer sa première participation à L'Eurovision avant de se retirer pour raison politique. Le diffuseur libanais ne pouvait s'engager à retransmettre sans interruption la prestation de Shiri Maymon, la représentante d'Israël. La chanson, intitulée Quand tout s'enfuit devait être interprétée en français, marquant l'appartenance du Liban à la francophonie.

## Biographie
Aline a joué dans 5 comédies musicales dont Jawharat al Aalam en 2008 avec Elias Rahbani, Opera village avec Caracalla, au festival de Baalbek en 2009, Ard el ghajar avec Ghadi Rahbani, au casino du Liban en 2012, Bint El Jabal en 2016, au festival de Baalbeck 2017.
Aline chante en 8 langues, et a joué dans 10 feuilletons télévisés : Al ta'er el maksour et Docteur Hala (2008), Innaha tahhtalou zakirati (2010), Casanova (2011), Auberge (2012), Al ghaliboune (2013), Chariaat al ghab (2014), Aa darb al Yasmine et Zahab wa aawda (2015), Dollar (2019), Bill Alb (2020). Elle s'est produite à Dubaï, Abu-Dhabi, Qatar, États-Unis, France, Italie, Maroc, Oman, Turquie, Égypte, Algérie et Syrie. Elle présente un programme de variétés "Mix Music " sur Dubai Tv en 2016.
En 2010, elle joue dans Nihayate Helm, un film de Father Fady Tabet.
Le 25 janvier 2014, elle participe aux auditions de la Saison 3 de The Voice, la plus belle voix où elle rejoint l'équipe de Florent Pagny, avant d'être éliminée face à Stacey King au stade des battles,.

## Prix
- Septembre 2004 : Fidof (Fédération Internationale des Organisations des Festivals) Special award for outstanding performance on stage
- 2005 : « Trophée International Charles Trenet de la Francophonie » à Deauville, en France[1]
- Janvier 2005 : Murex d'or du nouveau talent de l'année 2005
- Juin 2013 : Murex d'or de la meilleure actrice de théâtre pour l'année 2012
- Juin 2014 : MEMA Awards du talent de l'année
- Juillet 2011 : Award of Spring of life
- 20 mars 2015 : Trophée de La Jeunesse De Akkar
- Décembre 2015 : Trophée Swat Noujoum
- Avril 2014 : Award from Lions District 351
- Août 2015 : Trophée Municipalité Hazmieh